# لا دیگو و جزایر پایینی
لا دیگو و جزایر پایینی (به لاتین: La Digue and Inner Islands) یک منطقهٔ مسکونی در سیشل است که در سیشل واقع شده‌است. لا دیگو و جزایر پایینی ۳٬۵۰۶ نفر جمعیت دارد.